# Montrealska Iwerska Ikona Matki Bożej
Montrealska Iwerska Ikona Matki Bożej – jeden z wariantów Iwerskiej Ikony Matki Bożej. Napisana przez mnicha Chryzostoma ze skitu Narodzenia Pańskiego w obrębie Góry Athos, została przywieziona do Montrealu przez prawosławnego zakonnika narodowości chilijskiej Jose Muñoz-Cortesa w 1982. W tym samym roku zaczęła w niewyjaśniony sposób wydzielać mirrę, co trwało do 1997, kiedy opiekujący się ikoną Muñoz-Cortes został zamordowany w hotelu w Atenach, a sam wizerunek zaginął.

## Historia
W 1982 Jose Muñoz-Cortes, konwertyta z katolicyzmu i zakonnik prawosławny, udał się na pielgrzymkę na Górę Athos. Tam trafił do skitu Narodzenia Pańskiego, gdzie w warsztacie ikonopisarskim zobaczył wiszącą na ścianie kopię Iwerskiej Ikony Matki Bożej. Pragnął ją kupić, jednak początkowo przełożony skitu odmawiał, twierdząc, że jest to jedna z pierwszych ikon powstałych w skicie. Jednak następnego dnia, gdy Muñoz-Cortes zamierzał wyjechać, przełożony nieoczekiwanie podarował mu ikonę, twierdząc, że Maryja nakazała mu przekazać ikonę przybyszowi z poleceniem wyjazdu z nią do Ameryki Północnej. Następnie Muñoz-Cortes udał się do klasztoru Iwiron, by tam pokłonić się oryginalnej Iwerskiej Ikonie Matki Bożej i prosić o błogosławieństwo na powrót do Montrealu.
Początkowo Muñoz-Cortes umieścił ikonę w swoim mieszkaniu, obok innych wizerunków. Około trzech tygodni później, według jego relacji, na ikonie zaczęła pojawiać się silnie pachnąca mirra, bez żadnej interwencji osób trzecich. Za radą miejscowych kapłanów prawosławnych Muñoz-Cortes umieścił wizerunek w soborze w Montrealu, pozostając jego głównym opiekunem. Według jego relacji, potwierdzanej przez coraz liczniej przybywających pielgrzymów, ikona wydzielała mirrę przez cały czas, oprócz niektórych dni Wielkiego Tygodnia. Muñoz-Cortes zaczął wówczas podróżować po Ameryce Północnej i Środkowej, a następnie także po Europie, razem z ikoną. Była ona również badana przez naukowców z Miami, którzy nie byli w stanie wytłumaczyć jej zachowania. Pozwolił również na wykonanie jej kopii nazwanej Hawajską Iwerską Ikoną Matki Bożej.
W nocy z 30 na 31 października 1997 Jose Muñoz-Cortes został zamordowany w pokoju hotelowym w Atenach, dokąd udał się razem z cudownym wizerunkiem. Ikona została skradziona i do dziś jej dalszy los jest nieznany.